# Die Karwoche (1995)
Die Karwoche ist ein polnischer Spielfilm aus dem Jahr 1995. Der Film entstand nach dem gleichnamigen Roman von Jerzy Andrzejewski.

## Handlung
In der Karwoche 1943, während im Warschauer Ghetto der Aufstand tobt, wird die polnische Jüdin Irena Lilien von der Gestapo verhaftet. Doch sie kann sich freikaufen und ist wieder in Freiheit. Auf der Straße trifft sie ihren früheren Geliebten Jan Malecki. Malecki nimmt sie mit zu sich nach Haus. Er ist mittlerweile mit Anna verheiratet, die schwanger ist. Irena fühlt sich jedoch zwischen ihrem ehemaligen Geliebten und dessen Ehefrau unwohl. Auch Jan überfordert die Situation, doch er bringt es nicht fertig, Irena wieder auf die Straße zu setzen. Anna Malecka stellt sich jedoch auf Seiten Irenas. Als sich der Ehemann von Frau Piotrowska sichtlich für die attraktive Irena interessiert und gleichzeitig Juden aus der Nähe abgeholt werden, wird Irena von der eifersüchtigen und in Angst versetzten Frau Piotrowska an den Vermieter verraten, der das Gespräch mit Jan sucht. Jan gibt an, dass Irena nur noch kurze Zeit bleiben wird.
Als sowohl Jan und Anna nicht in der Wohnung sind, begehrt Józef Piotrowski Einlass und fordert Sex von Irena. Mit Gewalt wirft er sie aufs Bett, sie kann sich befreien, Piotrowski geht. Frau Piotrowska ahnt, was passiert ist und zerrt Irena auf die Straße – sie solle ins Ghetto verschwinden. Zur gleichen Zeit wird Jan, der bei Irenas alter Adresse ihre Sachen abholen will, von der Gestapo erschossen, die dort anwesend ist. Irena fährt mit der Straßenbahn in die Nähe des Ghettos. Nur schwarzer Rauch ist zu sehen. Deutsche Soldaten, die Feierabend machen, kommen aus der schwarzen Wand heraus, Irena geht hinein.

## Kritiken
„Weder die Geschichte selbst noch die Inszenierung vermögen Interesse zu wecken und die Atmosphäre jener Tage wiederzugeben. Ein wenig überzeugender Versuch, sich dem Thema der Judenverfolgung auf dem Weg der Moral zu nähern.“

## Auszeichnungen
Der Film war auf der Berlinale 1996 für den Goldenen Bären nominiert. Andrzej Wajda wurde von der Jury der Berlinale mit einem Silbernen Bären für sein Lebenswerk ausgezeichnet.